# James és az óriásbarack
A James és az óriásbarack (eredeti cím: James and the Giant Peach) 1996-ban bemutatott amerikai vegyes technikájú film, amelyben élő és báb szereplők közösen szerepelnek, és Roald Dahl könyve alapján készült. Az élőszereplős játékfilm rendezője Henry Selick, producerei Tim Burton és Denise Di Novi. A forgatókönyvet Karey Kirkpatrick, Jonathan Roberts és Steve Bloom írta, a zenéjét Randy Newman szerezte. A mozifilm a Walt Disney Pictures gyártásában készült, a Buena Vista Pictures forgalmazásában jelent meg. Műfaja zenés fantasyfilm.
Amerikában 1996. április 12-én mutatták be a mozikban, Magyarországon 2001. február 11-én az HBO-n vetítették le a televízióban.

## Betétdalok
Számlista:
| 1.    | My Name Is James                       | Paul Terry | 2:38 |
| 2.    | That's the Life For Me                 | Jeff Bennett, Susan Sarandon, Jane Leeves, Miriam Margolyes, Simon Callow és David Thewlis                          | 1:59 |
| 3.    | Eating the Peach                       | Performed by Jeff Bennett, Susan Sarandon, Jane Leeves, Miriam Margolyes, Simon Callow, David Thewlis és Paul Terry | 2:54 |
| 4.    | Family                                 | Simon Callow, Jeff Bennett, Jane Leeves, David Thewlis, Susan Sarandon, Miriam Margolyes és Paul Terry              | 2:43 |
| 5.    | Main Title: James and the Giant Peach  | | 0:37 |
| 6.    | Clouds                                 | | 1:40 |
| 7.    | Spiker, Sponge, and a Rhino            | | 3:24 |
| 8.    | Magic Man                              | | 4:15 |
| 9.    | Giant Peach                            | | 1:54 |
| 10.   | Into The Peach                         | | 2:04 |
| 11.   | James Makes Some Friends               | | 1:08 |
| 12.   | The Peach Rolls                        | | 2:37 |
| 13.   | All At Sea / That's The Life (Reprise) | | 2:12 |
| 14.   | 100 Seagulls And One Shark             | | 1:58 |
| 15.   | Lullaby                                | | 1:57 |
| 16.   | James' Dream                           | | 1:03 |
| 17.   | Way Off Course                         | | 1:47 |
| 18.   | The Rhino Attacks                      | | 2:50 |
| 19.   | Empire State Building                  | | 2:17 |
| 20.   | New York City                          | | 2:53 |
| 21.   | Spiker and Sponge Come to America      | | 2:15 |
| 22.   | A Place Where Dreams Come True         | | 3:58 |
| 23.   | Good News                              | Randy Newman | 4:20 |
| 50:03 |                                        | |      |

## Televíziós megjelenések
HBO 